# Cecilia, la incomparable
Cecilia, la incomparable es el segundo álbum de la artista chilena Cecilia, lanzado en 1965.
En abril de 2008, la edición chilena de la revista Rolling Stone situó a este álbum en el lugar n.º 43 dentro de su ranking de los 50 mejores discos chilenos de todos los tiempos.

## Lista de canciones
1. Esa nube
2. Estoy llorando
3. Hola
4. Buen día tristeza
5. Como una ola
6. Adiós adiós
7. Adelante
8. Si tú no estás
9. Aleluya
10. ¿Por qué?
11. Sentí celos
12. Mi corazón grita no